# قانون إعادة تنظيم الطاقة لعام 1974

شعار وزارة الطاقة الأمريكية

قانون إعادة تنظيم الطاقة لعام 1974 هو قانون تم في 11 أكتوبر 1974 وهو عبارة قانون اتحادي للولايات المتحدة حيث تم إنشاء هيئة التنظيم النووي بموجب قانون الطاقة الذرية لعام 1954 حيث كانت هناك وكالة واحدة وهي هيئة الطاقة الذرية الأمريكية وكانت مسؤولة عن تطوير وإنتاج الأسلحة النووية وعن كل من تطوير وتنظيم السلامة للاستخدامات المدنية للمواد النووية.

## نبذة
قسم قانون عام 1974 هذه المهام التي أسندت إلى إدارة بحوث الطاقة والتنمية (التي أصبحت الآن وزارة الطاقة الأمريكية) مسؤولية تطوير وإنتاج الأسلحة النووية وتعزيز الطاقة النووية وغيرها من الأعمال المتعلقة بالطاقة.
كما أتاح القانون التعديل الذي عدل لاحقا على القانون توفير الحماية للموظفين والخبراء الذين يثيرون مخاوف تتعلق بالسلامة النووية.